# Jermar Jefferson
Jermar Jefferson (Los Angeles, 15 aprile 2000) è un giocatore di football americano statunitense che milita nel ruolo di running back per i Detroit Lions della National Football League (NFL).

## Carriera

### Detroit Lions
Jefferson al college giocò a football all'Università statale dell'Oregon. Fu scelto nel corso del settimo giro (257º assoluto) nel Draft NFL 2021 dai Detroit Lions. Il 31 ottobre segnò il suo primo touchdown su una corsa da 8 yard in una netta sconfitta contro i Philadelphia Eagles che furono anche gli unici punti segnati dai Lions nel 44-6 finale. La sua stagione da rookie si chiuse con 74 yard corse e 2 marcature in 7 presenze, nessuna delle quali come titolare.